# Araouane
Araouane is een dorp in het noorden van Mali, in de Sahara. Het maakt deel uit van de gemeente Salam. Het is vooral bekend om de grote collecte antieke geschriften. Vroeger was het een oase, maar het dorp is nog steeds onderdeel van de Trans-Sahara handelslijn. In 1990 was het voor driekwart bedekt met zand, waarbij je alleen de daken van de huizen nog kon zien. Momenteel wordt het dorp gerestaureerd.